# Парк сільськогосподарської дослідної станції імені М. І. Вавілова
Парк держа́вної до́слідної ста́нції (інша назва — Парк сільськогосподарської дослідної станції імені М. І. Вавілова) — ботанічна пам'ятка природи місцевого значення. Розташований у міста Полтава, на вул. Шведській, 86, в долині річки Тарапуньки.

## Історія, опис
Площа — 1,5 гектара. Перебуває у віданні Полтавського інституту агропромислового виробництва імені М. І. Вавілова Національної академії аграрних наук України.
Закладений у 1920-х роках при Полтавській сільськогосподарській дослідній станції. До Другої світової війни був у дуже хорошому стані, мав велику кількість цікавих рослин, зокрема багату колекцію таволг.
У парку ростуть переважно поширені види: дуби, клени, липи, каштани, ясени, горобина, сумах коротковолосий (оцтове дерево). Кущі бузку утворюють алею.

## Галерея

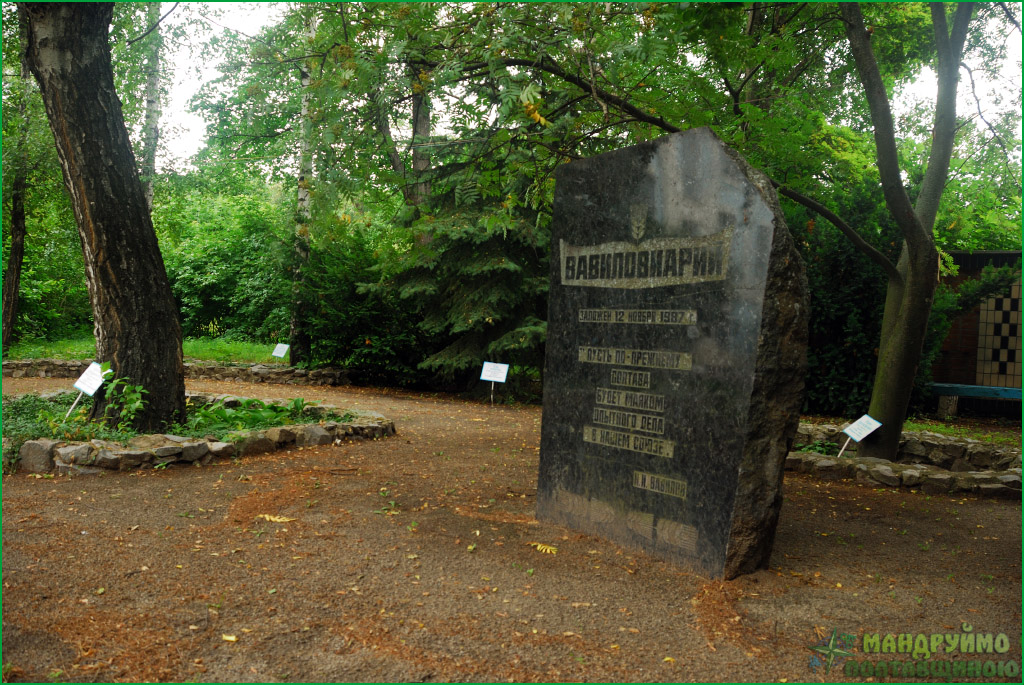
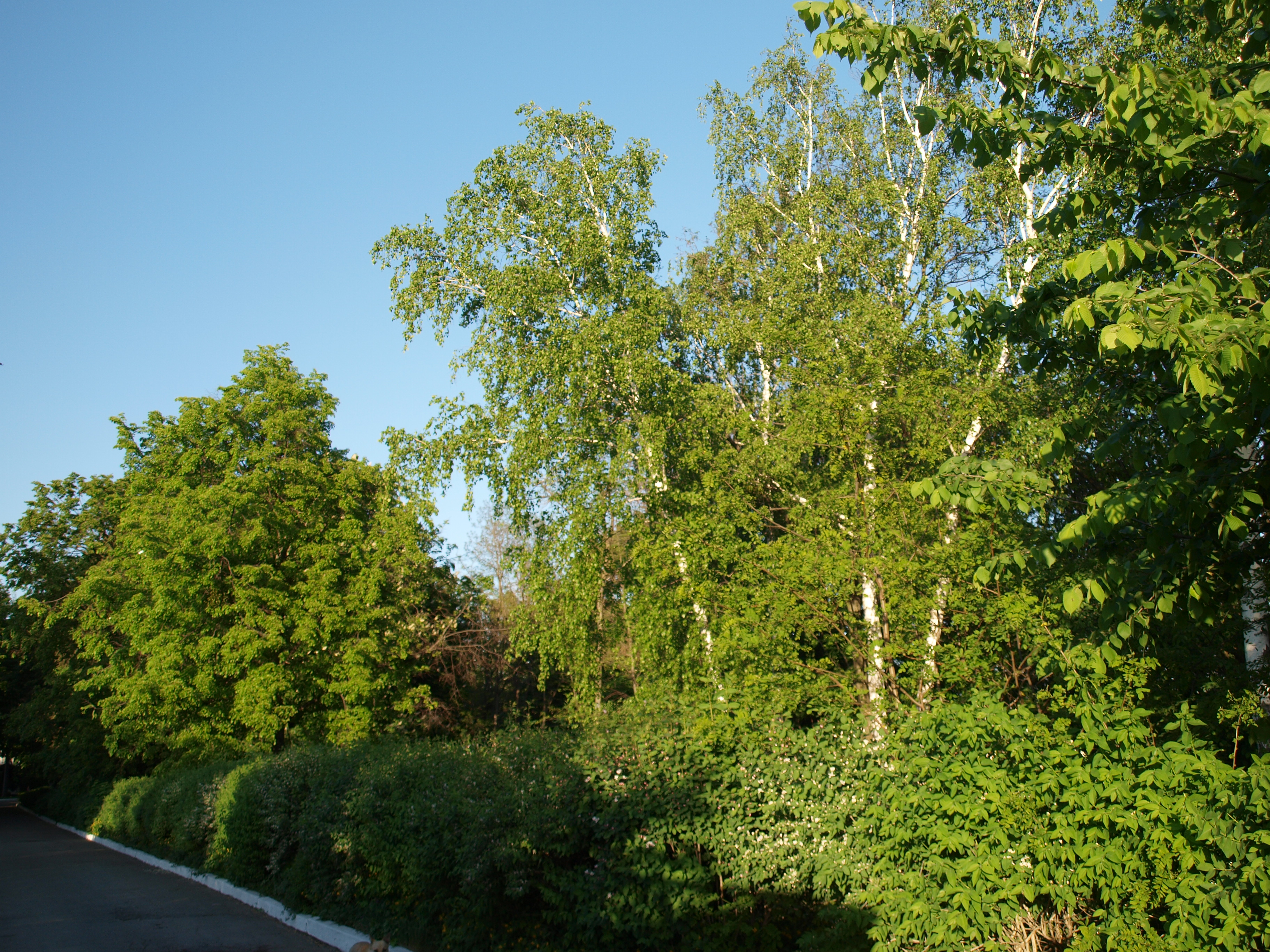
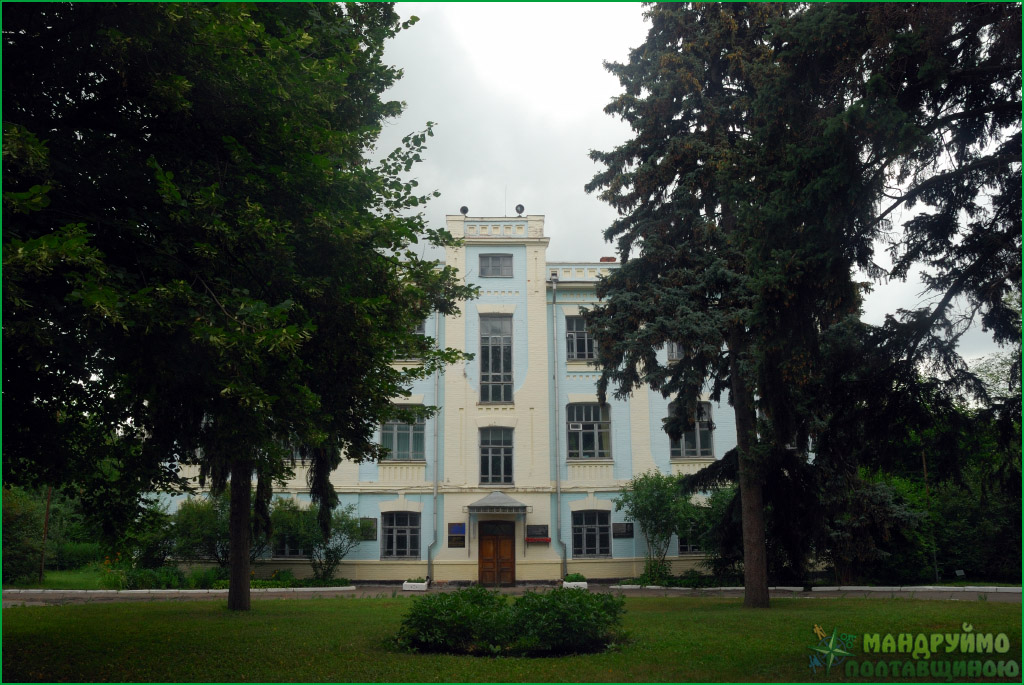